# Місцевий туризм
Місце́вий тури́зм (туризм рідною місцевістю) — організація туристичних подорожей у межах рідного краю. Користувачі місцевого туризму мають змогу ознайомитись з місцевою народною культурою (піснями, танцями, кухнею, звичаями та обрядами). Головною характеристикою місцевого туризму є бажання побути якнайдалі від глобалізаційних процесів, позбутися стресів, спричинених бурхливою урбанізацією. Розвиток місцевого туризму не потребує значних капіталовкладень, оскільки передбачає використання наявної інфраструктури населених пунктів та помешкань сільських господарів.